# Cinnamon (Film)
Cinnamon ist ein Thriller von Bryian Keith Montgomery Jr. Der Film feierte im Juni 2023 beim Tribeca Film Festival seine Premiere.

## Handlung
Jodi Jackson arbeitet als Tankstellenwärterin in einer Kleinstadt und versucht sich als Sängerin. Nach einem Raubüberfall während der Arbeit gerät Jodis Leben aus der Bahn.

## Produktion
Regie führte Bryian Keith Montgomery Jr., der auch das Drehbuch schrieb. Es handelt sich nach Jackie von 2013 und Lori Sheedy, F*** You von 2015 um seinen dritten Spielfilm.
Hailey Kilgore spielt in der Hauptrolle Jodi Jackson. Es handelt sich nach einigen Auftritten in Fernsehserien und einer Nebenrolle in der Filmbiografie Respect von Liesl Tommy um Kilgores erste Hauptrolle in einem Film. Bekanntheit erlangte sie durch ihre Rolle als Ti Moune in der Wiederaufnahme des Broadway-Bühnenmusicals Once on This Island, für die die damals 19-Jährige als beste Hauptdarstellerin für den Tony Award 2018 nominiert wurde. Damon Wayans spielt Wally, dem die Tankstelle gehört, in der Jodi arbeitet, und David Iacono den Kleinkriminellen Eddie, in den sie sich verliebt. In weiteren Rollen sind Lauren Buglioli als Heather, Jeremie Harris als James Walker und Rafael Castillo als Romeo zu sehen.
Die Filmmusik komponierte Daniel Ciurlizza. Das Soundtrack-Album mit insgesamt 22 Musikstücken wurde am 27. Juni 2023 von Lakeshore Records als Download veröffentlicht, darunter auch die Songs Spinning World and Star Baby von Hailey Kilgore und Adrian Younge, die gleichzeitig als Singles veröffentlicht wurden.
Der erste Trailer wurde im April 2023 vorgestellt. Die Premiere des Films erfolgte am 11. Juni 2023 beim Tribeca Film Festival. Ebenfalls im Juni 2023 wird er beim American Black Film Festival gezeigt.

## Auszeichnungen
American Black Film Festival 2023
- Nominierung im U.S. Narrative Feature Competition[5]